# Дицианоаурат(I) аммония
Дицианоаурат(I) аммония — неорганическое соединение, 
комплексная соль аммония, золота и синильной кислоты с формулой NH4[Au(CN)2],
растворяется в воде.

## Получение
- Растворение цианида золота(I) в растворе цианида аммония:

{\displaystyle {\mathsf {AuCN+NH_{4}CN\ {\xrightarrow {}}\ NH_{4}[Au(CN)_{2}]}}}

## Физические свойства
Дицианоаурат(I) аммония образует бесцветные кристаллы.
Растворяется в воде и этаноле.